# Bindow

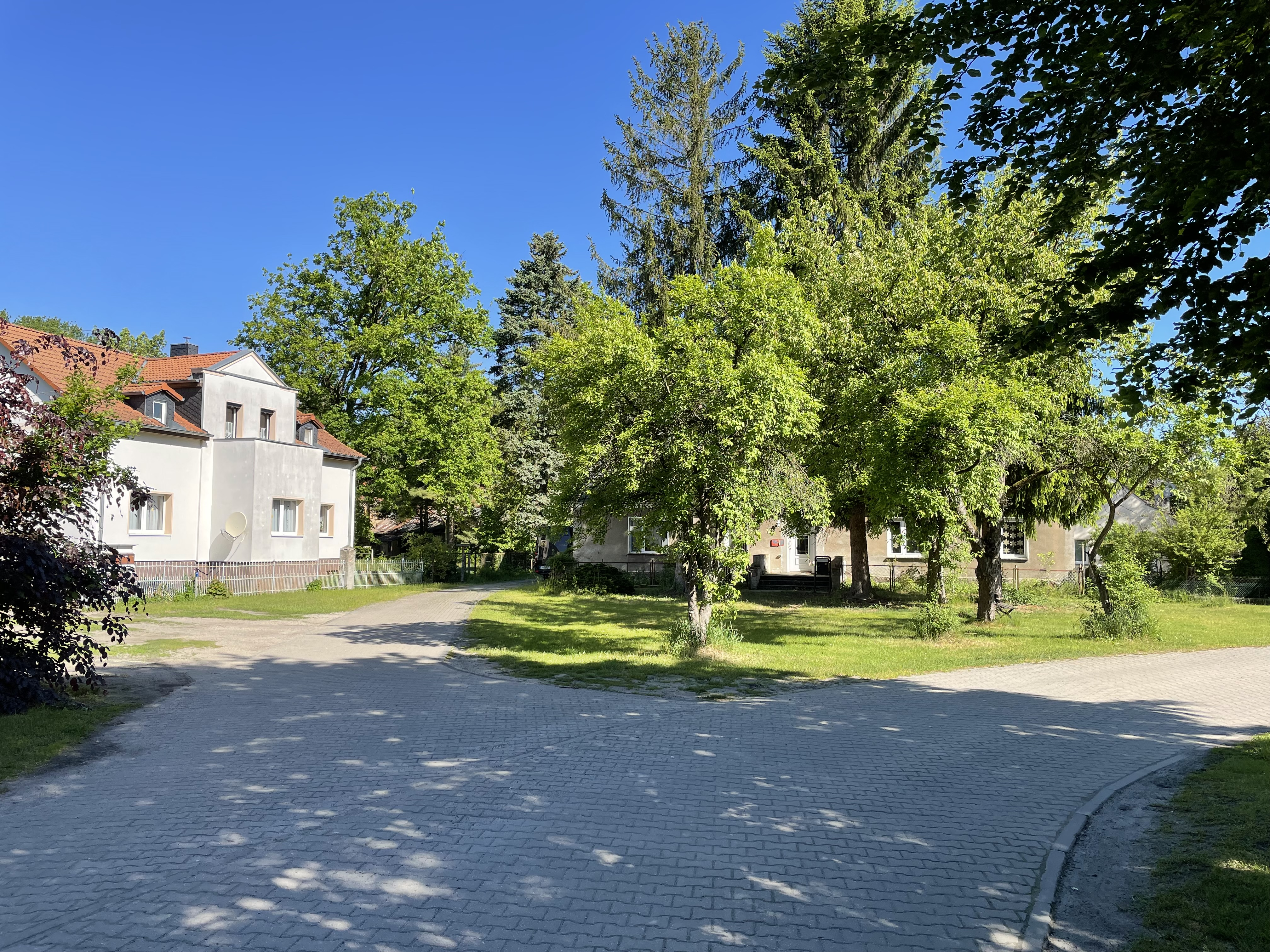
Bindow-Dorf

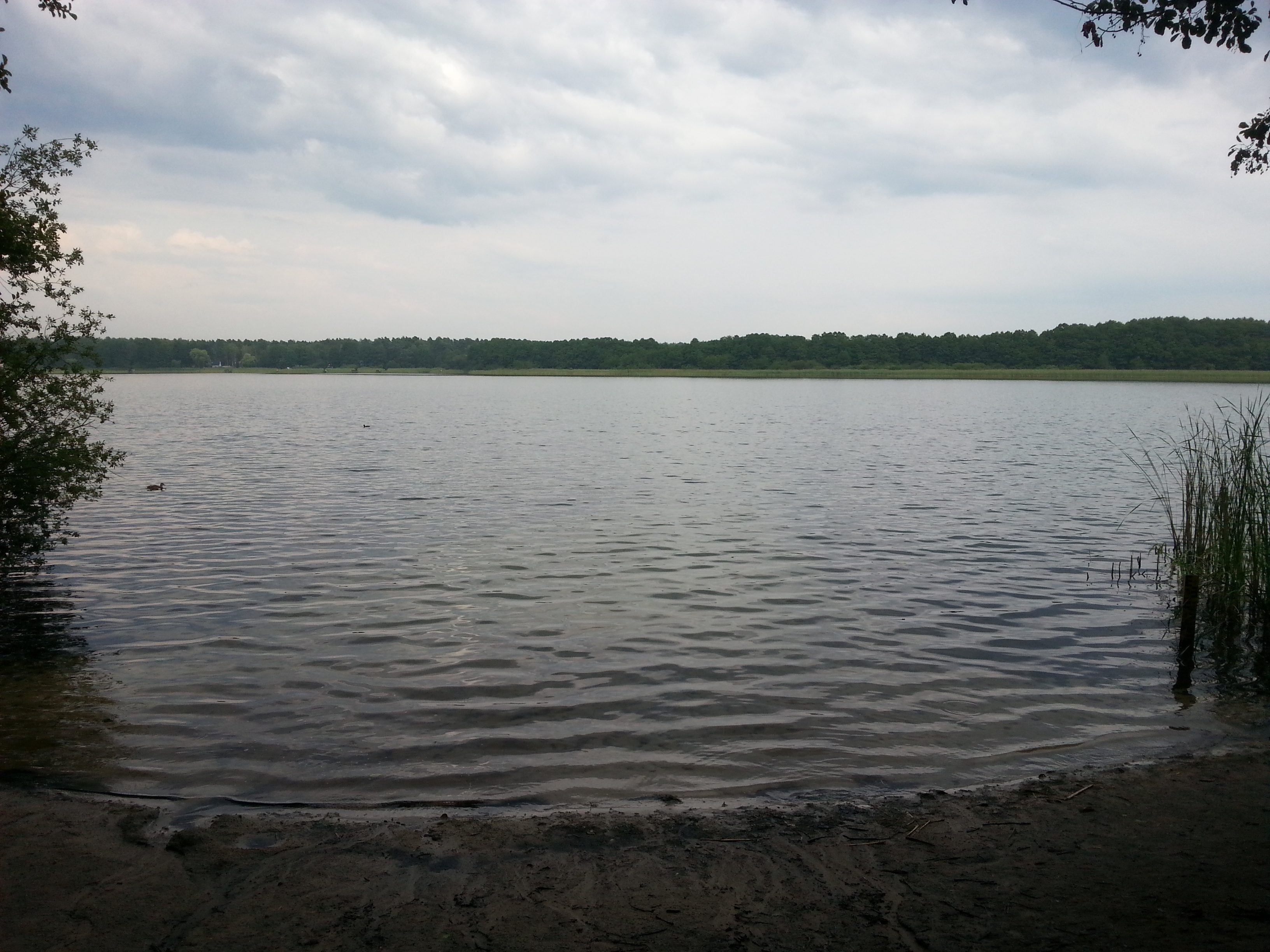
Der Ziestsee in Bindow-Süd

Bindow (niedersorbisch Bendow) ist ein Ortsteil der Gemeinde Heidesee im Landkreis Dahme-Spreewald im Bundesland Brandenburg und liegt rund 10 Kilometer südöstlich der Stadtgrenze von Berlin. Es besteht aus einem hufeisenförmig angelegten Dorfkern und einem südlicher gelegenen Ortsteil, Bindow-Süd, zwischen dem Fluss Dahme und dem Ziestsee gelegen.

## Etymologie und Geschichte

### Frühgeschichte bis 16. Jahrhundert
Bindow wurde um das Jahr 1000 von Slawen besiedelt. Sie legten vermutlich den Dorfanger an, der sich zur Dahme hin erstreckt und kümmerten sich um eine Furt durch den Fluss. Das könnte ein Hinweis auf den Namen Bindow=Bindung sein. Bindow wurde im Jahre 1492 erstmals als Byndunge erwähnt und gehörte vor 1493 zum Hausbesitz der Herrschaft Storkow, die einen Richter im Dorf installiert hatten (1492).
Im Jahr 1518 war die Grosse Bindung insgesamt 11 1⁄2 Hufen groß, davon gehörten vier Hufen dem Lehnschulzen. Außerdem gab es fünf Anderthalbhufner, von denen einer zusätzlich einen Kossätenhof bewirtschaftete, der zum Hausbesitz gehörte. Es stand ihm frei, ihn weiter zu nutzen oder darauf einen eigenen Kossätenhof zu errichten. An dieser Dorfstruktur änderte sich zunächst nur wenig. Im Jahr 1539 erschien der Richter mit vier Hufen, die fünf Anderthalbhunfer, fünf Kossäten (davon zwei mit je einem Garten), sowie ein Hausgenosse auf 11 1⁄2 Hufen. Im Jahr 1556 bewirtschaftete der Lehnschulze nur noch drei Hufen. Die Gemarkung war nur noch 10 1⁄2 Hufen groß; es gab weiterhin fünf Anderthalbhufner und mittlerweile neun Kossäten. Bis 1576 sank die Anzahl auf sechs Bauern, acht Kossäten und ein Häusler; um 1590 waren es der Dorfschulze, fünf Hufner und neun Kossäten.

### 17. Jahrhundert
Im Jahr 1600 wurde wieder von 11 1⁄2 Hufen berichtet, auf dem unter anderem acht Kossäten und ein Hirte lebten und arbeiteten. Im Jahr 1624 waren es sechs Bauern und neun Kossäten. Der Schulze sowie ca. neun weitere Untertanen zahlten im Jahr 1639 an das Amt Storkow den Getreidezins. Zwei Jahre später lagen sieben Güter wüst; offensichtliche Folgen des Dreißigjährigen Krieges. Im Jahr 1672 gab es im Dorf sechs Bauerngüter sowie neun Kossätengüter, von denen noch zwei wüst lagen. Diese waren auch 1692 noch nicht wieder besetzt. Es gab einen Vierhufner, fünf Anderthalbhufner, acht Kossätengüter (zwei wüst) und einen Hirten. Die Bewohner brachten auf 11 1⁄2 Bauernhufen insgesamt 4 Scheffel Wintersaat aus, die Kossäten 1 Scheffel. Der Schulze konnte außerdem 6 Fuder Heu ernten, die übrigen Bauern je 2 Fuder, die Kossäten 1 Fuder. Offenbar stand genügend Brennholz zur Verfügung, während die Hütung nur notdürftig vorgenommen werden konnte. Die Einwohner betrieben außerdem ein wenig Fließfischerei und hielten Schafe.

### 18. Jahrhundert
Bindow war bis 1727 auf mittlerweile 19 1⁄2 Hufen angewachsen. Auf den Feldern wurden 2 Wispel 6 Scheffel Wintersaat ausgebracht. Die Schreibweise Bindow erschien erstmals im Jahr 1735. Zu dieser Zeit lebten im Dorf der Dorfschulze mit vier Hufen, zehn Kossäten (davon fünf mit 1 1⁄2 Hufen), drei Büdner und ein Hirte. Sie bewirtschafteten 416 Morgen (Mg) Acker, 67 Mg Wiese und 26 Mg Garten (und Wohnstellen, 1738). Kurz darauf erschien erstmals ein Brückenzoll und ein Braukrug (1745). In den kommenden Jahrzehnten veränderte sich die Struktur abermals nur wenig. Im Jahr 1750 lebten nach wie vor ein Bauer, zehn Kossäten und drei Büdner im Dorf. Sie betrieben 1775 insgesamt 18 Feuerstellen (= Haushalte).

### 19. Jahrhundert
Die Statistik für das Jahr 1801 führt für Bindow den Lehnschulzen, neun Ganzkossäten, drei Büdner, zwei Einlieger und einen Krug auf. Es gab ein entfernt liegendes Brückenwärterhaus, in dem der Zoll eingetrieben wurde. Auf 19 1⁄2 Hufen wurden 20 Feuerstellen betrieben. In Bindow mit dem Zollhaus Bindowbrück standen im Jahr 1837 insgesamt 18 Wohnhäuser. Im Jahr 1858 waren es ein öffentliches, 18 Wohn- und 41 Wirtschaftsgebäude (ohne Bindowbrück) auf 2462 Mg: 5 Mg Gehöfte, 46 Mg Gartenland, 882 Mg Acker, 202 Mg Wiese, 1387 Mg Wald. Im Jahr 1864 gab es das Lehnschulzengut, zehn Kossätenhöfe und drei Büdner.

### 20. Jahrhundert
Bindow war im Jahr 1900 insgesamt 745 Hektar (ha) groß, davon 204 ha Acker und Gartenland, 66 ha Wiese, 30 ha Weide, 291 ha Forst; auf der Fläche standen 26 Häuser. Bis 1931 war die Anzahl auf 42 Wohnhäuser auf 731 ha angewachsen. Bindow wurde Landgemeinde mit den Wohnplätzen Seebad Bindow und Siedlung Waldfrieden. Vorausgegangen war ein erheblicher Zuzug, als Berliner die Lage entdeckten und Grundbesitz erwarben. Der Besitzer des Waldgutes Bindow, Enckevorth, nutzte die Zeit, zumal sein Bestand durch den Kiefernspinner geschädigt war und parzellierte sein Waldland zwischen Dahme und Ziestsee. So entstand Bindow-Süd, auch Bindow-Siedlung genannt. Es entstanden weiterhin Gaststätten und Anlegestellen für Boote. Noch in den 1930er Jahren gehörte der Ort dem Landkreis Beeskow-Storkow an. Zu dieser Zeit gab es neun land- und forstwirtschaftliche Betriebe, die zwischen 20 und 100 ha groß waren. Eines war zwischen 10 und 20 ha groß, zwei zwischen 5 und 10 ha sowie 25 zwischen 0,5 und 5 ha (1939).
Nach Zweiten Weltkrieg wurden 113 ha Fläche enteignet. 61,6 ha gingen an einen Landarbeiter (14 ha) und 29 landarme Bauern (4,4 ha) sowie drei Umsiedler (42 ha) und 25 Arbeiter und Angestellte (1,2 ha). Im Jahr 1959 gründete sich eine LPG Typ I, die im Folgejahr acht Mitglieder hatte und 69 ha Land bewirtschaftete. Eine weitere LPG besaß neun Mitglieder und 62 ha Fläche. Beide vereinigten sich 1961, kamen 1970 zur LPG in Blossin und Dolgenbrodt mit Sitz Blossin und wurden 1971 zur LPG Typ III. Der Tourismus, der zunächst in der Zeit der DDR eine eher untergeordnete Rolle spielte, lebte nach der Wende wieder auf. Am Ziestsee entstanden eine Badestelle mit Liegewiese und Rastplätzen. Am 26. Oktober 2003 wurde Bindow im Zuge der Gemeindereform in die Gemeinde Heidesee eingemeindet.

## Bevölkerungsentwicklung
| Jahr      | 1774 | 1801 | 1817                | 1837       | 1858        | 1895 | 1925       | 1939 | 1946 | 1964 | 1971 | 1981 |
| Einwohner | 109  | 119  | 117 mit Bindowbrück | 164 mit B. | 152 ohne B. | 215  | 241 mit B. | 407  | 964  | 777  | 689  | 601  |

## Sehenswürdigkeiten
- Kablower Wald
- Naturschutzgebiet Skabyer Torfgraben mit dem 53,2 Meter hohen Limberg.

## Wirtschaft und Infrastruktur

### Wirtschaft
Der Ort ist Sitz einer Raiffeisengenossenschaft sowie mehrerer Handwerksbetriebe. Es gibt einen Bootsverleih mit Bootshalle, eine Gaststätte und mehrere Gewerbetreibende.

### Infrastruktur

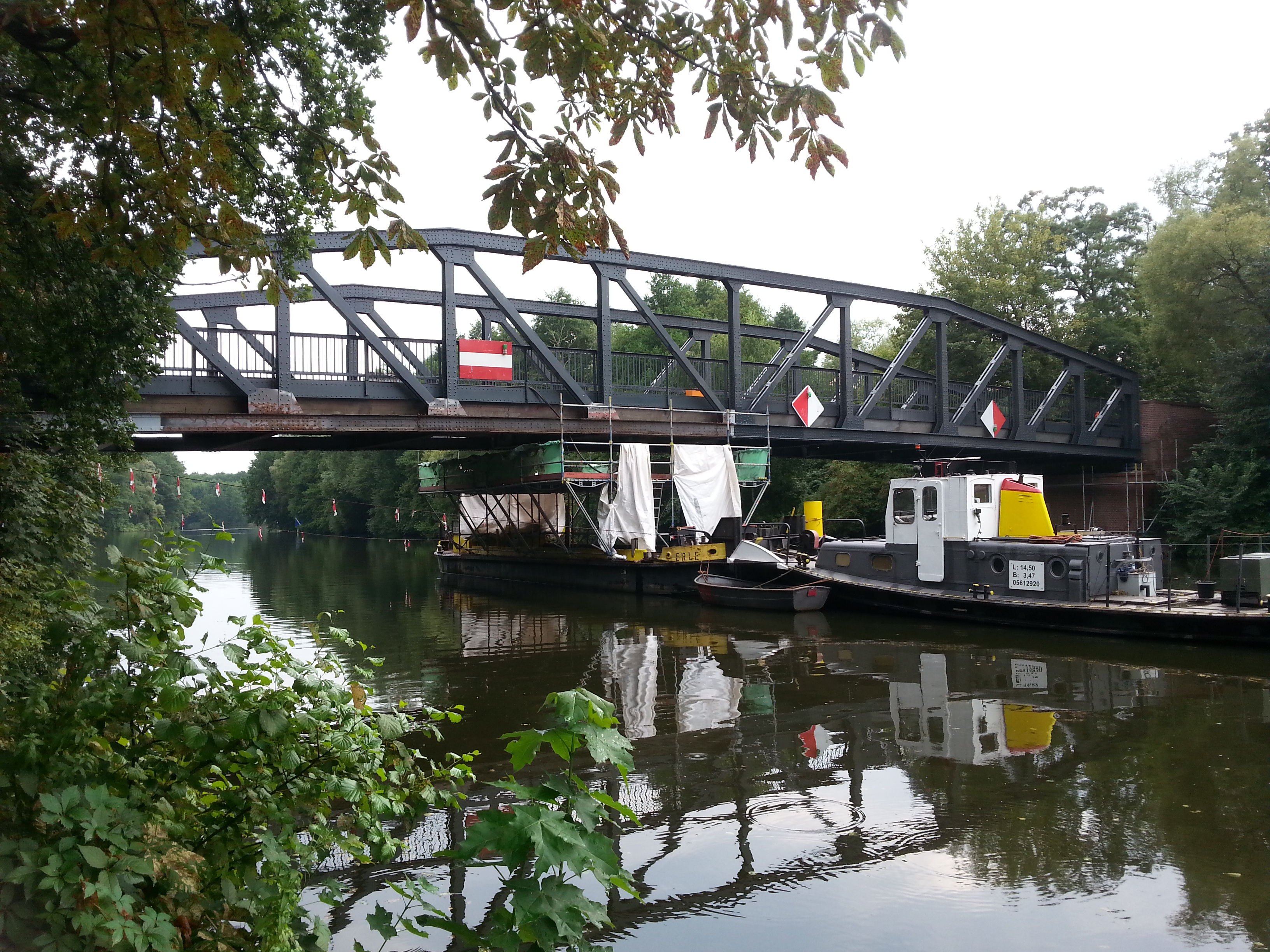
Die Dahmebrücke nach Gussow und Senzig während der Sanierung 2015

Im gesamten Ort existieren ausschließlich gleichrangige Straßen. Über die Geschwister-Scholl-Straße besteht eine Verbindung nach Süden, über die Bindower Dorfstraße nach Westen und über deren Verlängerung in die Berliner Straße nach Westen. Der Weg nach Kablow führt durch das NSG Skabyer Torfgraben nach Norden. Die Buslinie 722 der RVS verbindet den Ort mit Königs Wusterhausen und Senzig. Durch Bindow verläuft ein Teil des Dahme-Radwegs.

## Persönlichkeiten
- Udo Kaschube (* 2. April 1960), Europameister im Motorbootrennsport 2007, 2009, 2010, 2011 und 2013